# Bijela Crkva
Bijela Crkva (cyr. Бијела Црква) – wieś w Czarnogórze, w gminie Rožaje. W 2011 roku liczyła 188 mieszkańców.